# Аэропорт (Улан-Удэ)
Аэропо́рт — микрорайон в составе Советского района города Улан-Удэ.

## География
Расположен на левобережье реки Селенги в 14 км к западу от центра города Улан-Удэ, в степной равнинной местности к югу от аэропорта «Байкал». В микрорайоне живут работники воздушной гавани, семьи лётно-технического состава местной авиакомпании.

## История
История микрорайона на первых порах неразрывно связана с Улан-Удэнским аэропортом, строительство которого началось в марте 1931 года. Рядом с аэродромом появились первые деревянные дома, в которых стали жить его работники.
Наиболее благоприятными для социальной сферы посёлка стали 1950—1970 годы, когда были построены благоустроенные трёх-, пятиэтажные жилые дома, средняя школа, детсады, клуб «Авиатор», магазины и т. п. Дорога от Улан-Удэ до посёлка Аэропорт была заасфальтирована. Были открыты регулярные автобусные рейсы от центра города до аэровокзала и самого посёлка.
Во второй половине 1970-х годов началась массовая застройка в частном жилом секторе к северу от благоустроенной части посёлка Аэропорт. Участки застраивались в основном переселенцами из южных и юго-западных районов Бурятии. В настоящее время этот процесс бурно продолжается — частные дома микрорайона Аэропорт уже слились в единый жилой массив с улусом Хойтобэе (Коминтерн), входящим в Иволгинский район и микрорайоном Сокол .

## Инфраструктура
- структурное подразделение Администрации района
- территориальное-общественное самоуправление (ТОС)
- средняя общеобразовательная школа
- один детский сад
- Дом культуры «Авиатор»
- детская школа искусств
- библиотека

## Связь
В мкр. Аэропорт работают все операторы «Большой тройки»:
- Байкалвестком, GSM 640044
- Билайн, 3G 415151
- МегаФон, GSM и 3G 450500
- МТС, GSM и 3G 414444

Оператор стационарной связи:
- Бурятский филиал ОАО «Ростелеком»